# Szymanowo (województwo lubelskie)
Szymanowo – wieś w Polsce położona w województwie lubelskim, w powiecie bialskim, w gminie Łomazy.
Według podziału administracyjnego Polski obowiązującego do 1998 roku miejscowość położona była w województwie bialskopodlaskim. 
Wieś jest sołectwem w gminie Łomazy. Według Narodowego Spisu Powszechnego (III 2011 r.) liczyła 165 mieszkańców i była jedenastą co do wielkości miejscowością gminy Łomazy.
Wierni Kościoła rzymskokatolickiego należą do parafii Świętych Apostołów Piotra i Pawła w Łomazach.